# Rahel (Vorname)
Rahel ist ein weiblicher Vorname.

## Herkunft und Bedeutung
Beim Namen Rahel handelt es sich um die lateinische und deutsche Variante des hebräischen Namens רָחֵל rāḥēl, der „Mutterschaf“ bedeutet.
Im Alten Testament ist Rahel die Frau Jakobs und eine der Stammmütter Israels (Gen 29,6  u. ö.).

## Verbreitung
In Deutschland ist der Name Rahel relativ selten. Zwischen 2010 und 2023 wurde er etwa 1300 Mal als erster Vorname vergeben. Als höchste Platzierung in diesem Zeitraum erreichte der Name im Jahr 2013 Rang 337 der Hitliste. Im Jahr 2023 belegte er Rang 460 der Vornamenscharts und stieg damit gegenüber dem Vorjahr um 4 Ränge auf. Besonders häufig wird er in Baden-Württemberg und Sachsen vergeben.
Demgegenüber zählte Rahel in der Schweiz im ausgehenden 20. Jahrhundert zu den 30 meistgewählten Mädchennamen. Nach der Jahrtausendwende sank jedoch seine Popularität. Im Jahr 2009 verließ er erstmals die Top-100 der Vornamenscharts, konnte jedoch im darauffolgenden Jahr wieder in die Hitliste aufsteigen. Seit 2012 zählt er nicht mehr zu den 100 beliebtesten Mädchennamen der Schweiz.

## Varianten
- Dänisch: Rakel
- Deutsch: Rachel
- Englisch: Rachel, Rachael, Racheal, Rachelle, Rachyl, Racquel, Raquel, Raschelle, Richelle
  - Irisch: Ráichéal
  - Diminutiv: Rae
- Finnisch: Raakel
- Französisch: Rachel, Rachelle
- Griechisch: Ῥαχήλ Rachil
  - Altgriechisch: Ῥαχήλ Rhachēl, Ῥαχήλα Rhachēla
- Hebräisch: רָחֵל rāḥēl
  - Jiddisch: רחל Rochel
- Isländisch: Rakel
- Italienisch: Rachele
- Kroatisch: Rahela
- Niederländisch: Rachel
- Norwegisch: Rakel
- Portugiesisch: Raquel
- Rumänisch: Rahela
- Schwedisch: Rakel
- Serbisch: Рахила Rahila, Рахела Rahela
- Spanisch: Raquel
- Ungarisch: Ráhel

## Namenstag
Der Namenstag von Rachel wird nach der Erzmutter Rahel am 11. Juli gefeiert.

## Namensträger
- Rahel Apfel (1857–1912), deutsche Lyrikerin, Schriftstellerin und Zionistin
- Rahel Aschwanden (* 1993), schweizerische Tischtennisspielerin
- Rahel Bänziger (* 1966), Schweizer Politikerin (Grüne)
- Rahel Bellinga (* 1969), niederländische Triathletin
- Rahel Bin-Gorion (1879–1955), deutsch-israelische Herausgeberin und Übersetzerin
- Rahel Daniel (* 2001), eritreische Langstreckenläuferin
- Rahel Draber (1908–1994), niederländische Harfenistin
- Rahel Dreyer (* 1978), deutsche Frühkindpädagogin
- Rahel Estermann (* 1987), Schweizer Politikerin (Grüne) und Kantonsrat
- Rahel Frank (* 1972), deutsche Historikerin
- Rahel Frey (* 1986), Schweizer Automobilrennfahrerin
- Rahel Graf (* 1989), Schweizer Fußballspielerin
- Rahel Hirsch (1870–1953), deutsche Ärztin, erste Frau, die im Königreich Preußen zur Professorin für Medizin ernannt wurde
- Rahel Louise von Hoym (1699–1764), deutsche Großgrundbesitzerin
- Rahel Hubacher (* 1975), Schweizer Schauspielerin
- Rahel Hutmacher (* 1944), Schweizer Schriftstellerin
- Rahel Jaeggi (* 1966), Schweizer Hochschullehrerin, Professorin für Philosophie
- Rahel Johanna Jankowski (* 1988), deutsche Schauspielerin
- Rahel Kapsaski (* 1991), deutsch-englische Schauspielerin, Filmproduzentin und Model
- Rahel Klara Kislinger (* 1995), österreichische Musikerin
- Rahel Kiwic (* 1991), Schweizer Fußballspielerin
- Rahel Kopp (* 1994), Schweizer Skirennfahrerin
- Rahel Küng (* 1991), Schweizer Triathletin
- Rahel Liebeschütz-Plaut (1894–1993), deutsche Physiologin
- Rahel Renate Mann (1937–2022), deutsche Psychotherapeutin, Lyrikerin und Überlebende des Holocaust
- Rahel Meyer (1806–1874), deutsche Schriftstellerin
- Rahel Minc (1899–1978), polnisch-israelische Schriftstellerin und Pädagogin
- Rahel Ohm (* 1962), deutsche Schauspielerin
- Rahel la Fermosa († 1195), Mätresse von König Alfons VIII. von Kastilien
- Rahel Rieder (* 2000), Schweizer Unihockeyspielerin
- Rahel Ruch (* 1986), Schweizer Politikerin (Grüne)
- Rahel Sanzara (1894–1936), deutsche Schriftstellerin
- Rahel Senn (* 1986), schweizerisch-singapurische Pianistin, Komponistin, Musicalautorin und Schriftstellerin
- Rahel Straus (1880–1963), Pionierin des Frauenstudiums, Ärztin und Zionistin
- Rahel Süß (* 1987), deutsche Politikwissenschaftlerin
- Rahel Szalit-Marcus (1892–1942), Malerin und Illustratorin in München, Berlin und Paris
- Rahel Tschopp (* 2000), Schweizer Fußballspielerin
- Rahel Varnhagen von Ense (1771–1833), deutsche Schriftstellerin
- Rahel Wichert (* 1996), Schweizer Unihockeyspielerin
- Rahel Zellweger (* 1993), Schweizer Unihockeyspielerin

Weiterer Vorname
- Lynn Rahel Gismann (* 2000), deutsche Fußballspielerin
- Jenny Rahel Oesterle-El Nabbout (* 1978), deutsche Historikerin
- Else Rahel Samulon-Guttmann (1898–1944), deutsche Juristin und Richterin
- Tine Rahel Völcker (* 1979), deutsche Schriftstellerin
- Yohana Rahel Hirschfeld, deutsche Malerin und Videokünstlerin